# Solo Sikoa
Joseph Yokozuna Fatu (născut pe 18 martie 1993), mai cunoscut sub numele său de ring Solo Sikoa, este un wrestler profesionist american. Este semnat cu WWE, unde luptă în SmackDown ca lider al The Bloodline și al subgrupului său MFT. De asemenea, este actualul campion WWE al Statelor Unite în prima sa domnie.
După ce Fatu a jucat fotbal american la American River College din Sacramento, și-a început cariera de wrestling profesionist în 2018 sub numele de ring Sefa Fatu în circuitul independent. Apoi a semnat cu WWE în 2021 și a fost repartizat în NXT ca Solo Sikoa, înainte de a fi chemat în Main Roster un an mai târziu, debutând la Clash at the Castle. S-a alăturat echipei The Bloodline, mai întâi ca un enforcer tăcut, apoi a fost reproclamat „Șeful Tribului” înainte ca echipa să îi retragă numele în ianuarie 2025. În WWE, a deținut o singură dată NXT North American Championship.
Ca Fiul lui Rikishi și fratele lui Jonathan și Joshua, Fatu este membru al familiei de luptători samoani Anoaʻi.